# امام‌قلی خان
امام‌قلی خان، یکی از فرماندهان نظامی و سرداران گرجی زمان صفویان بود که پس از پدرش الله‌وردی خان به فرمانروایی ایالت فارس امپراتوری صفوی رسید. پدر او اولین سپه‌سالار ایران از خاندان گرجی اوندیلادزه بود.
از مهم‌ترین اقدامات نظامی امام‌قلی خان فتح هرمز و پایان دادن به تسلط ۱۱۷ سالهٔ پرتغالی‌ها در خلیج‌فارس است. هرسال ۱۰ اردیبهشت سالگرد این روز با عنوان «روز ملی خلیج‌فارس» گرامی داشته می‌شود.

## زندگی‌نامه
امام‌قلی خان، فرزند الله‌وردی خان و برادر داود خان از خاندان گرجی اوندیلادزه بود.
او پس از پدرش دومین شخص از این خاندان بود که به فرمانروایی فارس و کهگیلویه رسید و بعدها لار، هرمز، بحرین، شمیل، میناب، گلپایگان، تویسرکان، محلات و بعضی از ولایت‌های خوزستان مانند هویزه و دورق جزو قلمرو فرمانروایی وی قرار گرفت و منطقه‌ای وسیع از قمشه تا سواحل دریای عمان حکومت یافت.
شاه عباس، امام‌قلی خان را بسیار دوست می‌داشت و در سفر و حضر به خیمه یا خانهٔ او می‌رفت و ساعت‌ها با وی به صحبت و مشورت می‌پرداخت و گاه بعضی از سران کشور و میهمانان و سفرای خارجی را به خانهٔ وی می‌برد.
«در مجالس میهمانی شاه، امام‌قلی خان همیشه بالادست سایر حکام و بزرگان ایران و در کنار شخص شاه می‌نشست و چون مردی فربه و درشت استخوان و موقر بود و در مجالس میهمانی نیز بر خلاف شاه لباس‌های فاخر و زربافت می‌پوشید، شاه عباس در کنار او بسیار کوچک و حقیر می‌نمود. قدرت او در فارس و قلمرو حکومتش نیز به حدی بود که مردم آن ولایات احکام او را بیش از احکام شاهی محترم می‌شمردند و چون شاه عباس از آغاز حکومت وی به فارس نرفته بود، مردم فارس امام‌قلی خان را پادشاه واقعی خود می‌دانستند، به همین سبب گاه برخی از احکام شاهی در فارس اجرا نمی‌شد. از آن جمله چون در ماه رمضان ۱۰۲۹ هجری شاه عباس شراب‌خواری را در سراسر ایران ممنوع کرد، با آنکه مجازات می‌خوار و می‌فروش اعدام بود، مردم فارس به این حکم وقعی نگذاشتند و از رونق بازار شراب‌خواری در قلمرو امام‌قلی خان کاسته نشد».
امام‌قلی خان با آنکه در فارس صاحب‌اختیار مطلق بود و مانند پادشاه مستقلی حکومت می‌کرد، هیچ‌گاه از اطاعت شاه عباس سرپیچی نکرد و همیشه برای اجرای دستورهای وی آماده بود. شاه نیز به خان اطمینان کامل داشت و او را از سرداران و بزرگان ایران محترم‌تر و عزیزتر می‌داشت. در جنگ‌های ایران و عثمانی همیشه امام‌قلی خان با سپاهش در رکاب شاه حاضر بود و دقیقه‌ای از خدمتگزاری واجرای اوامر شاه خودداری نمی‌کرد. اطمینان و اعتماد شاه به این سردار فداکار بدان پایه بود که در دوران حکومت وی هرگز به فارس نرفت و امام‌قلی خان را در ادارهٔ قلمروش کاملاً آزاد و بی‌رقیب گذاشت.
«امام‌قلی خان زیاده از حد متمول بود. همه کس او را دوست می‌داشت و از او احترام می‌کردند، نخبه سرباز دلیر قشون ایران در زیر فرمان او بودند. به علاوه دستگاه و تجمل او بسیار عالی و مخارج او تقریباً با مخارج شاه برابری می‌کرد، چنان‌که روزی شاه عباس در حال انس و یگانگی گفت: میل دارم تا تو روزی یک محمودی (یک عباسی) از من کمتر خرج کنی تا تفاوتی میان شاه و یک نفر خان باشد. صفات حسنهٔ امام‌قلی و همت و سخاوت او محبت قلبی تمام مردم ایران را به طرف او جلب کرده بود زیرا خدمت سپاهیان را به بهترین وجه پاداش می‌داد و اهل علم و ادب را تشویق و ترویج می‌کرد». خود وی نیز علاقهٔ فراوانی به مسائل فرهنگی داشت. چنان‌که یکی از کشیشان کرملیت در سال ۱۶۲۳ م طی نامه‌ای به رم اطلاع می‌دهد که خان فارس از وی تقاضای آثار افلاطون و ارسطو به زبان یونانی و لاتین و همچنین فرهنگ عربی لاتینی و ترجمهٔ عربی انجیل را خواسته است تا از رم برایش تهیه نمایند.»
وی توانگرترین حکام ایران بود و هر ساله هدایای فراوانی از نقد و جنس برای شاه عباس می‌فرستاد. او به‌آباد کردن فارس علاقهٔ وافری داشت. در شیراز مدرسه‌ای برای تربیت جوانان ساخت و در مسیر اصفهان به شیراز جاده‌ها، پل‌ها و کاروانسراهای زیاد و حیرت‌انگیزی ساخت.
امام‌قلی خان که پدر و مادر و همسرش گرجی بودند، به گرجستان علاقهٔ وافری داشت و با اینکه در اکثر لشکرکشی‌های دوران شاه عباس نقشی مهم داشت، اما در حملات شاه عباس به گرجستان به بهانهٔ کسالت شرکت نمی‌کرد. او به کتوان (کتایون) (مادر تیموراز اول حاکم کاختی) که (به علت رد درخواست شاه عباس مبنی بر ازدواج با وی) در شیراز زندانی بود، محبت زیادی می‌کرد و با آنان رفتاری که در شأن شاهزادگان است را داشت. او به اقتدار و تسلط پرتغالیان که از زمان شاه اسماعیل اول در هرمز برقرار شده بود، پایان داد. تا زمان حیات شاه عباس وی مورد اعتماد و محبوب بود، اما از بخت بد امام‌قلی خان، شاه صفی به اندازهٔ شاه عباس عاقل نبود.

## اقدامات عمرانی و فرهنگی
امام‌قلی خان که در سال ۱۰۲۲ قمری جانشین پدرش درحکومت فارس شد همانند وی در زیبا ساختن شهر شیراز بسیار می‌کوشید. وی میل داشت شیراز را همانند اصفهان بیاراید و در آبادانی و زیبا ساختن این شهر تلاش زیادی نمود. او خیابانی به شکل خیابان چهارباغ اصفهان در مدخل شیراز احداث نمود و در دو سوی آن درختان سرو کاشت. میدان بزرگی نیز در شیراز ساخته بود که فعلاً اثری از آن نیست. امام‌قلی خان شیراز را چنان آباد و زیبا کرده بود که سفیر اسپانیا با دیدن اصفهان و شیراز در مقایسهٔ آن‌ها چنین گفت: «شهر اصفهان از شیراز جهت زمان تأسیس بسیار قدیمی تر و بزرگ‌تر از شیراز است اما در زیبایی به پای شیراز نمی‌رسد».
بعضی از اقدامات عمرانی و فرهنگی وی در ایران عبارت اند از:
- ساخت دو شبستان بزرگ در جنوب مسجد عتیق شیراز
- ایجاد کتابخانه‌ای عظیم و کم‌نظیر در شیراز
- ایجاد دارالصنایعی برای رونویسی و تهیهٔ کتابهای تزئینی که در آن خوشنویسان، نگارگران و مذهّبان بنامی اشتغال داشتند.
- ساخت پل خان بر روی رود کر بین شیراز و اصفهان[۲][۱۲]
- ساخت ده‌ها کاروانسرا در فارس[۱۳]
- ساخت پلی عظیم در سیمکان «این تاریخی‌ترین و برجسته‌ترین هنری است که امام‌قلی خان برای تسهیل امور و رفاه تجّار به کار برده است». این پل میان روستای دوزه و روستای اسفل از توابع سیمکان قرار دارد.
- ساخت راه‌ها و تراشیدن کوه‌ها در راه اصفهان – شیراز با هزینه‌های گزاف برای آسایش تجّار[۲][۱۴]
- ساخت و تکمیل قصری بسیار زیبا و مجلّل در لار[۲][۱۵]
- ساخت قصری بسیار زیبا در اصفهان، بنا بر نقل شاردن «قصر موصوف از جمله بزرگ‌ترین و زیباترین کاخ‌های اصفهان می‌باشد که آن را امام‌قلی خان بزرگ‌ترین شخصیّت ایران در قرون اخیر ساخته است».[۲][۱۶]
- مسئولیت حفر کوهرنگ برای برگرداندن آب کوهرنگ به سوی اصفهان[۱۷]
- فرهنگ‌دوستی امام‌قلی خان چنان بود که یک بار شاعری را به سبب سرودن یک قصیده به زر کشید.[۱۸] احترام و ارزشی که وی برای علم و علما همانند پدرش قائل بود باعث شد شیراز به مرکز علمی و ادبی بسیار مهمی در دورهٔ صفویه مبدل شود. شعرایی که در پناه فرهنگ‌دوستی امام‌قلی خان رشد کرده و روزگار می‌گذرانیدند عبارت‌اند از: حکیم لایق بلخی، ملّا مفید بلخی، ملّا محمّدتقی، فضلی جرپادقانی، ملهمی تبریزی، ملّا سیری جرپادقانی، میرزا صادق دستغیب، نعیما، ملّا یگانهٔ بلخی، ملّا یکتای بلخی، ملّا مخفی رشتی، خضری لاری[۱۹] و میرزا ابو الحسن فراهانی.[۲۰]
- هدایا یکی از بخش‌های درآمد حکومت بود. از میان هدایای حکام بزرگ، هدایای امام‌قلی خان در نزد شاه ارزش و احترام خاصی داشت و از آنچه دیگران می‌فرستادند همیشه گرانبهاتر و بیشتر بود. وی در موارد متعدّد هدایایی فراوان و ارزشمند برای شاه عباس فرستاد. شاه نیز آن‌ها را به رخ سفرای عثمانی، هندوستان و اسپانیا می‌کشید و در مقابل او نیز برای امام‌قلی خان هدایای گرانبهایی می‌فرستاد.[۲۱] در یک مورد وی «۵۰ عدد بشقاب نقره، ۱۶۵٬۰۰۰ سکّهٔ طلا و شراب شیراز که همهٔ این‌ها شامل ۳۵۰ بار شتر بوده است را برای شاه عباس فرستاد».[۲۲]

## اقدامات نظامی

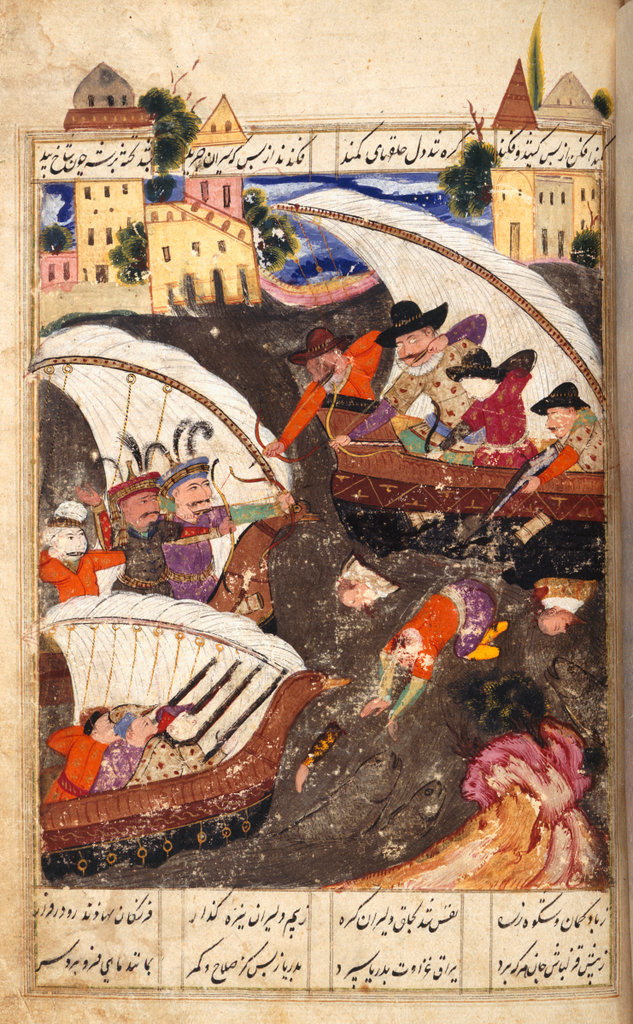
صحنه نبرد نیروهای ایرانی و پرتغالی در خلیج فارس

### تسخیرگمبرونوقشم
با استیلای ترکان عثمانی بر قسطنطنیه، راه تجارت اروپا با مشرق زمین بسته شد و اروپاییان درصدد کشف راه‌های نوینی برای دستیابی به مشرق برآمدند. در سال ۱۴۹۳ م پاپ الکساندر ششم کرهٔ زمین را میان دو کشور پرتغال و اسپانیا تقسیم نمود پیمان تردسییاس و پرتغالیان که نیمکرهٔ شرقی به آن‌ها تعلق گرفته بود با تشویق‌ها و حمایت‌های پادشاهان خود به کشف کردن راه‌های دریایی مشغول شدند.
در سال ۱۵۰۷ م آلفونسو دالبوکرک با ناوگانی راهی خلیج‌فارس شد و مسقط و شهرهای ساحلی عمان را تصرف کرد. وی در ماه اکتبر همان سال جزیره هرمز واقع در دهانهٔ خلیج‌فارس و بندر گمبرون در ساحل جنوبی ایران (بندرعباس) را اشغال کرد و راه سیادت پرتغالی‌ها بر خلیج‌فارس را هموار نمود.
شاه اسماعیل یکم به دلیل عدم برخورداری از نیروی دریایی و اشتغال به جنگ با عثمانیان در سال ۱۵۱۵ م با پرتغالیان قراردادی بست و طبق آن مقرر شد: ایران ازنواحی متصرفی پرتغالیان در خلیج‌فارس چشم بپوشد و آن نوحی تابع و خراجگزار پرتغال باشند و دولت ایران در مداخلهٔ امور آن دخالت ننمایند. در برابر پرتغالیان متعهد شدند، نیروی دریایی پرتغال به سپاه ایران در لشکرکشی به بحرین و قطیف و فرونشاندن اغتشاشات بلوچستان و مکران یاری نماید، با مرگ آلبوکرک در همان سال اجرای مفاد قرارداد معوق ماند و از این تاریخ تا یک قرن پرتغالیان بر استیلای خود در این نواحی ادامه دادند.
شاه طهماسب هم که مشغول جنگ با عثمانیان بود نتوانست در عملی در اخراج پرتغالیان از جزایر جنوبی دست زند. شاه عباس از آغاز پادشاهی خود با دول اروپایی از در دوستی درآمد تا به تا به کمک آن‌ها بر عثمانی پیروز شود و به همین دلیل سفرای متعدد اروپایی به ایران آمدند و از سوی ایران نیز سفرایی به آن کشورها گسیل گردید.
در سال ۱۰۱۰ ق هیئتی مسیحی به سرپرستی آنتونیو از سوی پادشاه اسپانیا به ایران آمد. شاه عباس وی را همراه با الله وردی بیک ترکمان روانهٔ اسپانیا نمود. آنتونیو به ایران بازگشت و شاه عباس دوباره وی را همراه با دنگیز بیک روملو به سفارت فرستاد. دنگیز بیک و آنتونیو در سال ۱۰۲۱ ق به ایران بازگشتند اما به خاطر خطاهایی که دنگیز بیک در امر سفارت انجام داده بود شاه عباس با آن‌ها به تلخی برخورد کرد. دنگیز بیک مثله گردید و آنتونیو از بیم جان به شیراز گریخت تا به هرمز پناه ببرد. امام‌قلی خان مدتی وی را در شیراز نگه داشت، اما چون دستوری در مورد وی از شاه عباس نرسید، او را رها کرد تا به هرمز برود. شاه عباس از امام‌قلی خان به خاطر دادن فرصت فرار به آنتونیو ناراحت شد. اما قلی خان برای جلب نظر شاه عباس تصمیم گرفت به بخشی از اراضی ساحلی مقابل جزیرهٔ هرمز که در دست پرتغالی‌ها بود حمله کند. در اواخر سال ۱۰۲۳ ق او بندر جرون (بندرعباس) را تصرف کرد و در جزیرهٔ قشم نیرو پیاده کرد و منبع آب شیرین پرتغالیان در هرمز را که از جرون تأمین می‌شد قطع کرد. بدین وسیله وی پرتغالی‌ها را از جای پایی که در ساحل جنوبی ایران یافته بودند بیرون راند. گمبرون پس از تصرف بندرعباس نامیده شد و بسیار ترقی کرد.
پس از تصرف بحرین و گمبرون توسط امام‌قلی خان، پادشاه پرتغال، دن گارسیا سیلوافیگوئرا را به سفارت ایران فرستاد. مأموریت وی درخواست استرداد گمبرون و بحرین توسط ایران بود، اما شاه عباس گفت گمبرون جزء خاک ایران است و ربطی به پرتغال ندارد و بحرین را نیز از امیر هرمز گرفته‌ایم و کاری با پرتغالی‌ها نداریم.
اشعاری در وصف امام‌قلی خان بعد از تصرف قشم:
| الهی که خان عدالت شعار     |  | سلیمان دهر فلک اقتدار  |
| ورا بخت عالی چون افلاک باد |  | عدویش اسیر ته خاک باد  |
| بماند دو صد سال اندر جهان  |  | گلستان عمرش نبیند خزان |

### تسخیر هرمز
«اگر دنیا حلقهٔ انگشتری باشد هرموز نگین آن است»
هرمز که املای صحیح آن هرموز است متشکل از هور، شکلی دیگر از خور و به معنای خلیج کوچک و موز نام ولایت موغستان می‌باشد. چنان‌که در شعر حافظ آمده است.
شاه هرموز بدید و بی سخن صد لطف کرد
شاه یزدم دید و مدحش گفتم و هیچم نداد
ماجراجویی‌های پرتغالی‌ها پس از دور زدن دماغه امید نیک سر انجام آن‌ها را به خلیج‌فارس رساند. پرتغالی‌ها در سال ۹۱۳ ق بر هرمز دست یافتند و تا یک قرن بعد شاهان صفوی برای به چنگ آوردن آن به دلیل ضعف نیروی دریای و درگیری‌های مداوم در شرق و غرب ایران نتوانستند کاری انجام دهند. پرتغالی‌ها هرمز را از صورت سرزمینی تحت‌الحمایه به صورت مستعمره درآوردند و «رفته رفته دخل در مهام ملکی کرده اکثر منافع آن بلده را به پنجهٔ اقتدار خود درآوردند».
در سال ۱۰۳۱ ق پرتغالی‌ها شروع به ساختن قلعهٔ جزیرهٔ قشم که محل تأمین آب شرب آن‌ها بود نمودند. شاه عباس که به دلیل عدم همکاری پرتغالی‌ها با وی در جنگ علیه عثمانی‌ها و اجحافات آن‌ها در سواحل خلیج‌فارس از آن‌ها کینه داشت بهانهٔ لازم برای جامهٔ عمل پوشاندن به آرزوهایش در بیرون راندن پرتغالی‌ها را یافت و به امام‌قلی خان دستور داد پرتغالیان را بیرون نماید. پرتغالیان هنوز بنای قلعهٔ خود در قشم را به پایان نرسانده بودند که مورد حملهٔ قوای امام‌قلی خان قرار گرفتند و در ربیع‌الثانی ۱۰۳۱ ق، قلعه اشغال شد.

#### قرارداد با انگلیس
حملات پرتغالیان به شهرها و دهات‌های ساحلی خلیج فارس چندان خسارت وارد آورد که امام‌قلی خان از دو تن از ناخدایان کمپانی هند شرقی انگلیس به نام‌های بلیت و ودل درخواست کرد در بیرون راندن پرتغالی‌ها وی را یاری کنند و تهدید کرد که در صورت عدم همکاری امتیازات بازرگانی که شاه عباس یکم در ۱۶۱۵ به آنها داده بود لغو خواهد شد. انگلیس چون با پرتغال در صلح به سر می‌برد اصولاً مایل به جنگ نبود، اما تشویق‌های نمایندهٔ مقیم شرکت در ایران او را به این عمل راضی نمود و قرارداد زیر بسته شد:
1. غنایم به تساوی تقسیم شود.
2. قلعهٔ واقع در هرمز در اختیار انگلیسی‌ها قرار بگیرد.
3. انگلیسی‌ها مجاز به صادر یا وارد کردن کالا از طریق هرمز بدون پرداخت عوارض گمرکی باشند و نیمی از عوارض گمرکی سایر مال التجاره‌ها متعلق به انگلیسی‌ها باشد.
4. اسرای مسیحی به انگلیسی‌ها و اسرای مسلمان به ایرانیان تعلق گیرد.
5. نیمی از هزینهٔ تدارکات در طول جنگ توسط ایران پرداخت شود.[۳۳]این یک قرارداد استعماری بود و در برابر این امتیازات (سنگین) بود که انگلستان حاضر به همکاری شد[۳۴]

#### استفاده از ناوگان انگلستان برای جنگ با پرتقالیها
پس از امضای قرارداد کشتی‌های انگلیسی در بندر گمبرون امام‌قلی خان و ۳٬۰۰۰ سرباز وی را سوار کرده و به سوی جزیرهٔ هرمز روانه شدند.
نیروهای پرتغالی مستقر در جزیره به قشم گریختند. قسمتی از سربازان ایرانی به فرماندهی شاه قلی بیک از کشتی پیاده شده قلعهٔ جزیره را محاصره نمودند.
روی فریرا فرماندهٔ ناوگان پرتغال بعد از سه روز مقاومت به علت آتش سنگین توپخانهٔ انگلیس و ویرانی قلعه تسلیم شد و به سورات فرستاده شد.
بعد از این پیروزی قوای متحد روی به هرمز نهادند. در ۹ فوریه ۱۶۲۲ سربازان ایرانی به فرماندهی امام‌قلی خان قلعهٔ هرمز را محاصره کردند و با آتش توپخانهٔ انگلیس قسمتی از دیوار قلعه خراب شد و سپاهیان ایران از آن به درون راه یافتند.
پرتغالی‌ها مقاومت را بیهوده دیده به فرماندهان انگلیس متوسل شدند و چند روز بعد با گرفتند تأمین جانی تسلیم شدند.
در این روز پرچم پرتغال بعد از یک قرن در هرمز به پایین آورده شد. ولی هرمز که تا آن زمان شهری آباد بود پس از فتح رو به ویرانی نهاد چرا که شاه عباس به جای آن در رونق و آبادانی بندر گمبرون که بندرعباس نامیده شد کوشید.
بدین ترتیب امام‌قلی خان اوندیلادزه برای تمامیت ارضی ایران گامی برداشت و بر حاکمیت صد سالهٔ بیگانگان بر خاک ایران پایان داد. این روز در تقویم ایران به عنوان یک روز ملی و با عنوان روز ملی خلیج‌فارس شناخته می‌شود.

#### ضرر تاریخی ایران در برابر کمک انگلستان
انگلیسیها بنا بر بند ۳ قرارداد نیمی از عوارض گمرکی جزیره هرمز از واردات و صادرات را می‌گرفتند و شروع به وارد کردن منسوجات بنجول خود از این راه کردند (شرکتهای نخ و پارچه انگلیس در این زمان تازه تأسیس بودند و محصولات خوبی نداشتند بدین ترتیب مزایای زیادی نصیب شرکتهای انگلیسی شد)

### تسخیر بصره
در سال ۱۰۳۷ ق شاه عباس تصمیم به تسخیر بصره گرفت، از همین رو امام‌قلی خان را به این کار مأمور ساخت. وی با سپاهیانش روانه گردید و در راه نیز امرای لرستان و کردستان با سپاهیانشان به امام‌قلی خان پیوستند. آن‌ها در راه خود به بغداد، اعراب مسیر را مطیع و منقاد نمودند و چون به بصره رسیدند بیشتر مردم آن به تسلیم و اطاعت راغب شدند. اما عثمانیان در بغداد حصاری شدند. آن‌ها در فکر تسلیم شدن بودند که خبر درگذشت شاه عباس به امام‌قلی خان رسید و مجبور به بازگشت و ترک تسخیر بغداد شد.

### نقش امام‌قلی خان در جنگ‌های ایران و عثمانی
امام‌قلی خان پس از درگذشت الله وردی خان گرجی به همه مناصب وی به جز سپهسالاری ایران رسید، در جنگ‌های ایران و عثمانی همراه سپهسالار وقت (قرچغای خان) کلیدی‌ترین نقش را در جنگ‌ها ایفا می‌کردند.
در سال ۱۰۲۵ ق محمد پاشا وزیر اعظم عثمانی با بیش از ۱۰۰٬۰۰۰ سپاهی عازم حمله به ایران گردید. قصد وی تسخیر قلعهٔ ایروان بود. سپاه عثمانی به محاصرهٔ ایروان پرداخت و شاه عباس تاکتیک دفاع و وقت گذرانی را برای به ستوه آوردن دشمن پیش گرفت. وی به قرچقای خان دستور داد تا دشمن را در شمال روستای کهنه گیر در یک فرسخی شیروان مورد مزاحمت قرار دهد. امام‌قلی خان نیز به همراه امرای کرمان و همدان همین مأموریت را از شرق سپاه دشمن داشت. در نزدیکی محلی به نام کرپی نزدیک نخجوان امام‌قلی خان توانست یک فوج ۱۰٬۰۰۰ نفری عثمانی را که در حال جستجوی خوار وبار بودند شکست دهد و نزدیک به ۱۵۰۰ نفر از آنان را به قتل رسانید و گروهی از اسرا و غنائم فراوان را به عنوان گواه موفقیت خود نزد شاه عباس آورد. سپاه عثمانی تنی چند از امرا و پادشاهان خود را از دست داد و به علت برودت هوا و کمبود آذوقه در تنگناها قرار گرفت. محمد پاشا فردی به نام خلیل آقا را با اختیارات تام جهت انعقاد صلح نزد شاه عباس فرستاد تا سپاه عثمانی حین مراجعت مورد حمله و تعاقب قرار نگیرد. صلحی نیز منعقد شد که مفاد آن همانند صلح قبلی و تنها در مقدار ابریشم تحویلی از سوی ایران تخفیف داده شد. در این واقعه بیش از ۴۰٬۰۰۰ نفر از سربازان ترک کشته شدند یا از سرمای شدید و بیماری هلاک شدند و سبب کمبود آذوقه و مشکلات حمل و نقل به سپاه عثمانی صدمات فراوانی رسید.
سلطان احمد عثمانی محمد پاشا عامل مصالحه را معزول و به جای وی خلیل پاشا را منصوب کرد. خلیل باشا با جانی گرای خان تاتار و سپاهی از ترک‌ها و تاتارها از دیاربکر به آذربایجان روی نهاد. قرچقای خان که از سوی شاه عباس اجازهٔ نبرد نداشت، قلعهٔ تبریز را ویران ساخته و مردم آن نواحی را به نواحی امن کوچاند و قزوین عقب نشست. سردار عثمانی تبریز را در سال ۱۰۲۷ ق تصرف نمود، اما آن را خالی از سکنه و خاروبار دید و پس از پنج روز از آن شهر نیز سه فرسنگ پیش آمد. سپاه عثمانی به دلیل اطلاع از قلت سپاه ایران و عقب‌نشینی مصلحتی سپاه ایران مصمم به حمله شد و پیروزی خود را قطعی می‌دانست. خلیل پاشا تصمیم گرفت به سپاه ایران شبیخون بزند اما نقشهٔ وی با رشادت یک سرباز وطن‌پرست ایرانی فاش شد و قرچقای خان شبانه سپاه خود را از خواب بیدار ساخت و با وجودی که اجازهٔ جنگ نداشت آمادهٔ دفاع شد و در محلی به نام پل شکسته با قوای عثمانی رو به رو گردید.
امام‌قلی خان که چند روز پیش به اردوی قرچقای خان رسیده بود با برادر خویش داود خان و سپاهی نزدیک به ۱۲٬۰۰۰ تن از جبههٔ راست به لشکریان تاتار که پیشقراولان سپاه عثمانی بودند تاختند. قرچقای خان که هنوز در شروع نبرد تردید داشت به امام‌قلی خان پیام داد که به علت نداشتن فرمان جنگ از شاه عباس، بهتر است از جنگ احتراز جویند، ولی امام‌قلی خان در جواب گفت: «با دشمن به جنگ پرداخته و نمی‌تواند ننگ فرار و عقب‌نشینی را بر خود هموار سازد». با وجود رشادت سپاه تاتار، به سبب حملات دلیرانهٔ سربازان ایرانی، ترکان شکست خورده و رو به فرار نهادند. در این جنگ بسیاری از پاشایان و امرای معتبر عثمانی کشته و بسیاری اسیر شدند و حدود ۱۵٬۰۰۰ نیز به قتل رسیدند. خلیل پاشا به ناچار تن به مصالحه داد و شرایط صلح سال ۹۶۹ ق با بعضی تغییرات اعاده شد.

### اقدامات نظامی دیگر
- شرکت در دفع حملهٔ حافظ احمد پاشا از بغداد در سال ۱۰۳۳
- تخریب و تسخیر قلعهٔ هویزه در سال ۱۰۳۰
- تسخیر قلعهٔ درون در سال ۱۰۲۹[۴۵]
- انجام مأموریتی در ارمنستان به منظور نظارت بر امور کردها و گرجی‌های همدست عثمانی در سال ۱۶۱۸ م[۲][۴۶]
- دفع آشوب اعراب احمدی در سال ۱۰۱۳[۴۷]
- قلع و قمع ایل مکری در حوالی ارومیه در سال ۱۰۱۹[۴۸]
- شرکت در دفع حملهٔ مراد پاشا سردار عثمانی در سال ۱۰۱۹[۴۹]

## به قتل رسیدن
پس از درگذشت شاه عباس، نوهٔ وی سام میرزا با نام شاه صفی بر تخت پادشاهی نشست. در جلوس وی خسرو میرزا باگراتیونی که از سال ۱۶۱۸ م مقام داروغگی پایتخت صفوی را داشت، نقشی مهم ایفا نمود. وی به پاداش این خدمت به مقام قوللر آقاسی رسید و سپس با نام رستم خان در سال ۱۶۳۲ به حکومت کاختی و کارتلی در گرجستان برگزیده شد و با این وجود مقام داروغگی پایتخت را توسط نائبان خود اداره می‌نمود.
دوران سیزده سالهٔ سلطنت شاه صفی یک فصل بلند از کشت و کشتار بوده و به‌طور تحقیق در ایران دورانی به این خون‌آلودی و بی‌شفقتی هرگز نبوده است. دوران سلطنت وی را به عنوان یک سلسلهٔ انقطاع‌ناپذیر از بی‌رحمی و خون‌ریزی توصیف کرده‌اند.
هنگام مرگ شاه عباس و جلوس شاه صفی، امام‌قلی خان مشغول محاصرهٔ بصره بود که پس از آگاهی از مرگ شاه محاصره را رها کرد و جهت تهنیت جلوس و اظهار اطاعت به دربار شاه صفی آمد. شاه پس از جلوس، دست به انعام‌دهی‌های فراوان زد و از جمله به امام‌قلی خان ۶۰٬۰۰۰ تومان انعام داد.
«شاه صفی از آغاز سلطنت خود برای برانداختن خاندان امام‌قلی خان بهانه‌ای می‌جست ولی چون امام‌قلی خان هرگز به کاری که نشانهٔ اندک خودسری و نفاقی باشد دست نمی‌زد و همواره فرمان‌بردار و آمادهٔ خدمت بود، شاه نیز جز شکیبایی چاره‌ای نداشت».
نخستین باری که به بهانه برای برانداختن خاندان امام‌قلی خان به دست شاه صفی افتاد، هنگام لشکرکشی وی برای استرداد بغداد بود. در ضیافتی داود خان برادر امام‌قلی خان، فعالیت و کار قوللر آقاسی تازه را (خسرو میرزا باگراتیونی که ملقب به رستم خان شده بود) با لحن تمسخرآمیزی مورد انتقاد قرار داد. شاه به خاطر خدمات فراوانی که رستم خان در زمان جلوس شاه صفی به شاه صفی کرده بود، داود خان را از مجلس ضیافت بیرون راند. شاه صفی پس از این واقعه و همچنین به خاطر شکایت‌های قاجاری‌های قره‌باغ، داود خان را (که ریاست آنان را بر عهده داشت) مورد خطاب و عتاب قرار داد.
شاه صفی پس از خطاب و عتاب و اخراج داود خان «به واسطهٔ دلجویی و افتخار امام‌قلی خان، در این روز عنان عزیمت به صوب منزل او انعطاف فرموده خان معظم الیه آداب ضیافت و مهمان‌داری به رسم دلخواه به فعل آورد».
از این زمان به بعد حوادثی روی داد که شاه صفی کمر به از میان بردن خاندان امام‌قلی خان بست. علل قتل امام‌قلی خان عبارتند از:
۱- «علت بنیادی کشته شدن او آن بود که مردم یکی از پسران او را پسر شاه عباس می‌دانستند، زیرا شاه عباس یکی از زنان حرم خود را به امام‌قلی خان بخشیده بود و آن زن هنگامی که به خانهٔ امام‌قلی خان رفت آبستن بود و پس از شش ماه پسری آورد که فرزند وی معرفی شد ولی در حقیقت از شاه عباس به وجود آمده بود. این پسر صفی‌قلی خان نام داشت و پس از مرگ شاه عباس چون شاه صفی همهٔ فرزندان و نوادگان او را کشت، از وجود وی نیز آرام نداشت و از بیم آنکه مبادا روزی امام‌قلی خان او را در فارس به سلطنت بردارد و با قوای آماده و مجهز خود به اصفهان تازد، مصمم بود که امام‌قلی خان را با همهٔ فرزندان و نزدیکانش نابود کند».
۲- به علت جوانی و خامی شاه صفی در هنگام جلوس امور سلطنت در ید قدرت مادر شاه و اعتمادالدوله ساروتقی بود که هر دو نسبت به امام‌قلی خان حسد می‌ورزیدند. این دو که با یکدیگر کمال اتحاد را داشتند برای این که قدرت و سلطنت خود را محفوظ دارند توان تحمل امام‌قلی خان با درباری عالی تر از دربار شاه را نداشتند و مخصوصاً اینکه از سرزمینی به آن وسعت که امام‌قلی خان در آن حکومت می‌کرد دیناری عائد خزانه نشود. تحریک و حسادت این دو عامل مهمی در بدگمانی شاه صفی به خاندان امام‌قلی خان و تصمیم وی به ریشه کنی آن‌ها بود.
۳- پس از رفتاری که شاه صفی با داود خان در زمان استرداد بغداد کرده بود، داود خان به قراباغ رفت و با طهمورث خان گرجی که با توسل و شفاعت او از غضب شاه عباس رهیده بود، همدست شد. آن‌ها به گنجه و قراباغ حمله کردند و ۸۰۰ نفر از ایل قاجار را به هلاکت رساندند. شاه صفی قبلاً داود خان را به خاطر شکایت قره باغی‌ها شماتت کرده بود.
داود خان به طهمورث خان چنین گفت: شاهزاده صفی قلی خان که فرزند شاه عباس است در فارس نزد برادر من است. «و برادرم تمام ممالک فارس، بحرین، لار، هرمز، خوزستان، عربستان و هویزه را تحت تصرف دارد و با موازی ۳۰٬۰۰۰ کس درآن ولایت فرمانروا است». و به زودی در آن ولایت خطبه و سکه را به نام برادرزاده و در حقیقت فرزند شاه عباس خواهد نمود و من حسب الصلاح برادر بدین امور اقدام نموده‌ام. شاه صفی بعد از اطلاع از همدستی داود خان و طهمورث خان که سال‌ها موی دماغ صفویان بود و اظهارات وی پیرامون صفی قلی خان در صدد از بین بردن خاندان امام‌قلی خان برآمد.
۴- از گرجیانی که در نهادهای مختلف دولت صفوی فعالیت می‌کردند دو خاندان مهم بودند: ۱- باگراتیونی ۲- اوندیلادزه
نمایندگان مشهور اوندیلادزه، الله‌وردی خان گرجی و امام‌قلی خان گرجی و خاندان آن‌ها بودند و نمایندگان باگراتیون، خسرو میرزا، برادر باگرات خان (فرزند داود، برادر سیمون اول شاه مقاوم کارتلی). وی در سال ۱۶۱۸ م به مقام داروغگی اصفهان رسید و طی ۱۴ سال این مقام را بر عهده داشت. بعدها سمت قوللر آقاسی و حکومت گرجستان (کاختی و کارتلی) را نیز حائز شد. رقابت نهانی میان نمایندگان این دو خاندان پیوسته وجود داشت اما اقتدار شاه عباس مانع از بروز تشنج میان آن‌ها می‌شد. نخستین تنش میان دو خاندان هنگام لشکرکشی صفی به بغداد روی داد. انتقاد داوودخان از رستم خان قوللر آقاسی (خسرومیرزای سابق) باعث شد تا شاه صفی داوودخان را شماتت کرده و از مجلس میهمانی اخراج نمود.
رقابت میان دو خاندان زمانی به پیروزی باگراتیون و شکست اوندیلادزه‌ها انجامید که رستم خان به سرعت مدارج ترقی را پیمود. بی شک تحریکات وی از عوامل مهم از میان رفتن خاندان اوندیلادزه توسط شاه صفی بود.
شاه صفی به امام‌قلی خان دستور داد تا به دربار صفوی آید، تا با او در باب طغیان داوودخان در قراباغ مشورت شود. امام‌قلی خان به بهانهٔ این که پرتغالیان ارادهٔ آمدن به هرمز را دارند از رفتن نزد شاه صفی عذر خواست اما پس از چندین بار نامه نگاری راهی به جز رفتن به دربار برایش باقی نماند. او ابتدا پسرش صفی قلی خان را فرستاد. وی در ۱۷ صفر ۱۰۴۲ وارد دربار صفوی شد. هنگامی که امام‌قلی خان در فارس آمادهٔ حرکت می‌شد، پسر بزرگش به وی گفت: «خداوندگارا ما دررفتن به قتلگاه خود عجله می‌کنیم و عن‌قریب است که سرهای ما به پاهایمان خواهند افتاد. پدرش در پاسخ گفت: ای پسر من شاید تو راست بگوئی، و حق به جانب تو باشد ولی من تا به امروز به شاه صفی یاغی نشده‌ام و از اطاعت آنچه به من امر کرده خودداری ننموده‌ام و تا دم مرگ نیز اطاعت خواهم کرد. هر چه می‌شود بشود، پس به راه افتادند.»
امام‌قلی خان هنگامی که شاه صفی عازم دفع شورش گرجستان بود، در روز جمعه ۲۰ ربیع‌الثانی در محل باغ قوشخانه طوقچی به اردوی شاه پیوست. شاه صفی او و پسرانش را به گرمی و مهربانی پذیرفت و به سوی قزوین راه افتادند. شاه صفی از سپاهی که جمع کرده بود سان دید و بعد از سان سه روز به جشن و شادکامی مشغول شدند. امام‌قلی خان به دلیل پیری از شرکت در جشن عذر خواست و صفی نیز عذرش را پذیرفت. پس از سه روز جشن، شاه صفی غفلتاً از مجلس میهمانی برخاست و بی‌آنکه کلامی بگوید به اتاق دیگر رفت. پس از نیم ساعت سه نفر از دژخیمان قوی هیکل داخل تالار شده سه پسر امام‌قلی خان را گرفته و بیرون بردند. آن‌ها فوراً سر فرزندان امام‌قلی خان را بریدند. سه پسر خان، صفی قلی خان، فتح علی بیک و علی قلی بیک بودند و سه جلاد کلبعلی بیک، داوود بیک گرجی وعلی قلی بیک گرجی (برادر رستم خان گرجی) بودند. دو جلاد گرجی داماد امام‌قلی خان نیز بودند.
شاه صفی به جلادان دستور داد سرهای بریده شده را به نزد امام‌قلی خان ببرند و پس از اینکه سرهای بریده را به وی نشان دادند، سر او را نیز بریده و به حضور شاه صفی بیاورند. هنگامی که جلادان به منزل امام‌قلی خان رسیدند، وی مشغول نماز بود. وی پس از دیدن سرهای فرزندان از جلادان خواست تا به وی اجازه بدهند نمازش را به پایان برساند و سپس وی را به قتل برسانند. پس از اتمام نماز گفت: اکنون فرمان شاه مطاع است، اجرا بدارید. جلادان سر وی را نیز بریدند و هر چهار سر را به نزد صفی بردند. شاه نیز سرها را به نزد مادرش در حرمخانه فرستاد.
پس از قتل امام‌قلی خان و فرندانش، همان شب شاه صفی حکومت کهگیلویه را به اغورلو خان و حکومت لار را به کلبعلی بیک سپرد و به اغورلو خان دستور داد در نخستین فرصتی که به فارس رسید همهٔ اولاد امام‌قلی خان را مقتول سازد و بر احدی ابقا نکند. افرادی را هم به همراهی وزیر خان (میرزا معین الدّین محمد) مسئول ضبط اموال و اسباب امام‌قلی خان نمود. شاه صفی ایالتی را که تنها سرداری لایق چون امام‌قلی خان می‌توانست اداره کند، بین بیش از ۵ نفر تقسیم نمود. تمام ۵۲ تن اولاد امام‌قلی خان کور یا کشته شدند و تنها دو تن که طفل شیرخواره و در بغل دایه بودند نجات یافتند. گرچه از آن‌ها نیز نشانی به دست نیامد. و بدین وسیله امام‌قلی خان «عاقبت به سعایت حساد و اضداد کشته شد». شاردن که سال‌ها پس از قتل امام‌قلی خان به ایران آمد، دربارهٔ خان چنین می‌گوید: و بزرگ‌ترین شخصیّت ایران در قرون اخیر است.